# Балтійська тема
Балтійська те́ма — тема в шаховій композиції. Суть теми — в двох або більше фазах чорні на певних ходах роблять хід у кожній фазі різними фігурами на одне і те ж поле, а білі оголошують мат різними фігурами також з одного поля.

## Історія
Ідею запропонував у 1956 році міжнародний гросмейстер з шахової композиції, шаховий композитор з Фінляндії Матті Миллініемі (15.06.1930 — 06.05.1987).
 Задача на цю ідею повинна мати кілька фаз розв'язків. Різні чорні фігури на певному етапі розв'язку опиняються на одному і тому ж тематичному полі у всіх фазах, а білі в свою чергу оголошують мат чорному королю різними фігурами також з одного і того ж поля.
Назва ідеї походить від географічного проживання шахового композитора, який її відкрив, оскільки Фінляндія омивається Балтійським морем, ідея має назву — балтійська тема.
|   | a | b | c | d | e | f | g | h |   |
| 8 | e8 чорний ферзь · c7 чорна тура · g7 чорний слон · h7 чорний слон · d5 біла тура · e5 чорний кінь · a4 білий слон · c4 чорний пішак · h4 білий король · d3 білий пішак · e3 чорний пішак · a2 білий кінь · c2 білий пішак · e2 білий пішак · b1 білий кінь · d1 чорний король · e1 чорна тура | e8 чорний ферзь · c7 чорна тура · g7 чорний слон · h7 чорний слон · d5 біла тура · e5 чорний кінь · a4 білий слон · c4 чорний пішак · h4 білий король · d3 білий пішак · e3 чорний пішак · a2 білий кінь · c2 білий пішак · e2 білий пішак · b1 білий кінь · d1 чорний король · e1 чорна тура | e8 чорний ферзь · c7 чорна тура · g7 чорний слон · h7 чорний слон · d5 біла тура · e5 чорний кінь · a4 білий слон · c4 чорний пішак · h4 білий король · d3 білий пішак · e3 чорний пішак · a2 білий кінь · c2 білий пішак · e2 білий пішак · b1 білий кінь · d1 чорний король · e1 чорна тура | e8 чорний ферзь · c7 чорна тура · g7 чорний слон · h7 чорний слон · d5 біла тура · e5 чорний кінь · a4 білий слон · c4 чорний пішак · h4 білий король · d3 білий пішак · e3 чорний пішак · a2 білий кінь · c2 білий пішак · e2 білий пішак · b1 білий кінь · d1 чорний король · e1 чорна тура | e8 чорний ферзь · c7 чорна тура · g7 чорний слон · h7 чорний слон · d5 біла тура · e5 чорний кінь · a4 білий слон · c4 чорний пішак · h4 білий король · d3 білий пішак · e3 чорний пішак · a2 білий кінь · c2 білий пішак · e2 білий пішак · b1 білий кінь · d1 чорний король · e1 чорна тура | e8 чорний ферзь · c7 чорна тура · g7 чорний слон · h7 чорний слон · d5 біла тура · e5 чорний кінь · a4 білий слон · c4 чорний пішак · h4 білий король · d3 білий пішак · e3 чорний пішак · a2 білий кінь · c2 білий пішак · e2 білий пішак · b1 білий кінь · d1 чорний король · e1 чорна тура | e8 чорний ферзь · c7 чорна тура · g7 чорний слон · h7 чорний слон · d5 біла тура · e5 чорний кінь · a4 білий слон · c4 чорний пішак · h4 білий король · d3 білий пішак · e3 чорний пішак · a2 білий кінь · c2 білий пішак · e2 білий пішак · b1 білий кінь · d1 чорний король · e1 чорна тура | e8 чорний ферзь · c7 чорна тура · g7 чорний слон · h7 чорний слон · d5 біла тура · e5 чорний кінь · a4 білий слон · c4 чорний пішак · h4 білий король · d3 білий пішак · e3 чорний пішак · a2 білий кінь · c2 білий пішак · e2 білий пішак · b1 білий кінь · d1 чорний король · e1 чорна тура | 8 |
| 7 | e8 чорний ферзь · c7 чорна тура · g7 чорний слон · h7 чорний слон · d5 біла тура · e5 чорний кінь · a4 білий слон · c4 чорний пішак · h4 білий король · d3 білий пішак · e3 чорний пішак · a2 білий кінь · c2 білий пішак · e2 білий пішак · b1 білий кінь · d1 чорний король · e1 чорна тура | e8 чорний ферзь · c7 чорна тура · g7 чорний слон · h7 чорний слон · d5 біла тура · e5 чорний кінь · a4 білий слон · c4 чорний пішак · h4 білий король · d3 білий пішак · e3 чорний пішак · a2 білий кінь · c2 білий пішак · e2 білий пішак · b1 білий кінь · d1 чорний король · e1 чорна тура | e8 чорний ферзь · c7 чорна тура · g7 чорний слон · h7 чорний слон · d5 біла тура · e5 чорний кінь · a4 білий слон · c4 чорний пішак · h4 білий король · d3 білий пішак · e3 чорний пішак · a2 білий кінь · c2 білий пішак · e2 білий пішак · b1 білий кінь · d1 чорний король · e1 чорна тура | e8 чорний ферзь · c7 чорна тура · g7 чорний слон · h7 чорний слон · d5 біла тура · e5 чорний кінь · a4 білий слон · c4 чорний пішак · h4 білий король · d3 білий пішак · e3 чорний пішак · a2 білий кінь · c2 білий пішак · e2 білий пішак · b1 білий кінь · d1 чорний король · e1 чорна тура | e8 чорний ферзь · c7 чорна тура · g7 чорний слон · h7 чорний слон · d5 біла тура · e5 чорний кінь · a4 білий слон · c4 чорний пішак · h4 білий король · d3 білий пішак · e3 чорний пішак · a2 білий кінь · c2 білий пішак · e2 білий пішак · b1 білий кінь · d1 чорний король · e1 чорна тура | e8 чорний ферзь · c7 чорна тура · g7 чорний слон · h7 чорний слон · d5 біла тура · e5 чорний кінь · a4 білий слон · c4 чорний пішак · h4 білий король · d3 білий пішак · e3 чорний пішак · a2 білий кінь · c2 білий пішак · e2 білий пішак · b1 білий кінь · d1 чорний король · e1 чорна тура | e8 чорний ферзь · c7 чорна тура · g7 чорний слон · h7 чорний слон · d5 біла тура · e5 чорний кінь · a4 білий слон · c4 чорний пішак · h4 білий король · d3 білий пішак · e3 чорний пішак · a2 білий кінь · c2 білий пішак · e2 білий пішак · b1 білий кінь · d1 чорний король · e1 чорна тура | e8 чорний ферзь · c7 чорна тура · g7 чорний слон · h7 чорний слон · d5 біла тура · e5 чорний кінь · a4 білий слон · c4 чорний пішак · h4 білий король · d3 білий пішак · e3 чорний пішак · a2 білий кінь · c2 білий пішак · e2 білий пішак · b1 білий кінь · d1 чорний король · e1 чорна тура | 7 |
| 6 | e8 чорний ферзь · c7 чорна тура · g7 чорний слон · h7 чорний слон · d5 біла тура · e5 чорний кінь · a4 білий слон · c4 чорний пішак · h4 білий король · d3 білий пішак · e3 чорний пішак · a2 білий кінь · c2 білий пішак · e2 білий пішак · b1 білий кінь · d1 чорний король · e1 чорна тура | e8 чорний ферзь · c7 чорна тура · g7 чорний слон · h7 чорний слон · d5 біла тура · e5 чорний кінь · a4 білий слон · c4 чорний пішак · h4 білий король · d3 білий пішак · e3 чорний пішак · a2 білий кінь · c2 білий пішак · e2 білий пішак · b1 білий кінь · d1 чорний король · e1 чорна тура | e8 чорний ферзь · c7 чорна тура · g7 чорний слон · h7 чорний слон · d5 біла тура · e5 чорний кінь · a4 білий слон · c4 чорний пішак · h4 білий король · d3 білий пішак · e3 чорний пішак · a2 білий кінь · c2 білий пішак · e2 білий пішак · b1 білий кінь · d1 чорний король · e1 чорна тура | e8 чорний ферзь · c7 чорна тура · g7 чорний слон · h7 чорний слон · d5 біла тура · e5 чорний кінь · a4 білий слон · c4 чорний пішак · h4 білий король · d3 білий пішак · e3 чорний пішак · a2 білий кінь · c2 білий пішак · e2 білий пішак · b1 білий кінь · d1 чорний король · e1 чорна тура | e8 чорний ферзь · c7 чорна тура · g7 чорний слон · h7 чорний слон · d5 біла тура · e5 чорний кінь · a4 білий слон · c4 чорний пішак · h4 білий король · d3 білий пішак · e3 чорний пішак · a2 білий кінь · c2 білий пішак · e2 білий пішак · b1 білий кінь · d1 чорний король · e1 чорна тура | e8 чорний ферзь · c7 чорна тура · g7 чорний слон · h7 чорний слон · d5 біла тура · e5 чорний кінь · a4 білий слон · c4 чорний пішак · h4 білий король · d3 білий пішак · e3 чорний пішак · a2 білий кінь · c2 білий пішак · e2 білий пішак · b1 білий кінь · d1 чорний король · e1 чорна тура | e8 чорний ферзь · c7 чорна тура · g7 чорний слон · h7 чорний слон · d5 біла тура · e5 чорний кінь · a4 білий слон · c4 чорний пішак · h4 білий король · d3 білий пішак · e3 чорний пішак · a2 білий кінь · c2 білий пішак · e2 білий пішак · b1 білий кінь · d1 чорний король · e1 чорна тура | e8 чорний ферзь · c7 чорна тура · g7 чорний слон · h7 чорний слон · d5 біла тура · e5 чорний кінь · a4 білий слон · c4 чорний пішак · h4 білий король · d3 білий пішак · e3 чорний пішак · a2 білий кінь · c2 білий пішак · e2 білий пішак · b1 білий кінь · d1 чорний король · e1 чорна тура | 6 |
| 5 | e8 чорний ферзь · c7 чорна тура · g7 чорний слон · h7 чорний слон · d5 біла тура · e5 чорний кінь · a4 білий слон · c4 чорний пішак · h4 білий король · d3 білий пішак · e3 чорний пішак · a2 білий кінь · c2 білий пішак · e2 білий пішак · b1 білий кінь · d1 чорний король · e1 чорна тура | e8 чорний ферзь · c7 чорна тура · g7 чорний слон · h7 чорний слон · d5 біла тура · e5 чорний кінь · a4 білий слон · c4 чорний пішак · h4 білий король · d3 білий пішак · e3 чорний пішак · a2 білий кінь · c2 білий пішак · e2 білий пішак · b1 білий кінь · d1 чорний король · e1 чорна тура | e8 чорний ферзь · c7 чорна тура · g7 чорний слон · h7 чорний слон · d5 біла тура · e5 чорний кінь · a4 білий слон · c4 чорний пішак · h4 білий король · d3 білий пішак · e3 чорний пішак · a2 білий кінь · c2 білий пішак · e2 білий пішак · b1 білий кінь · d1 чорний король · e1 чорна тура | e8 чорний ферзь · c7 чорна тура · g7 чорний слон · h7 чорний слон · d5 біла тура · e5 чорний кінь · a4 білий слон · c4 чорний пішак · h4 білий король · d3 білий пішак · e3 чорний пішак · a2 білий кінь · c2 білий пішак · e2 білий пішак · b1 білий кінь · d1 чорний король · e1 чорна тура | e8 чорний ферзь · c7 чорна тура · g7 чорний слон · h7 чорний слон · d5 біла тура · e5 чорний кінь · a4 білий слон · c4 чорний пішак · h4 білий король · d3 білий пішак · e3 чорний пішак · a2 білий кінь · c2 білий пішак · e2 білий пішак · b1 білий кінь · d1 чорний король · e1 чорна тура | e8 чорний ферзь · c7 чорна тура · g7 чорний слон · h7 чорний слон · d5 біла тура · e5 чорний кінь · a4 білий слон · c4 чорний пішак · h4 білий король · d3 білий пішак · e3 чорний пішак · a2 білий кінь · c2 білий пішак · e2 білий пішак · b1 білий кінь · d1 чорний король · e1 чорна тура | e8 чорний ферзь · c7 чорна тура · g7 чорний слон · h7 чорний слон · d5 біла тура · e5 чорний кінь · a4 білий слон · c4 чорний пішак · h4 білий король · d3 білий пішак · e3 чорний пішак · a2 білий кінь · c2 білий пішак · e2 білий пішак · b1 білий кінь · d1 чорний король · e1 чорна тура | e8 чорний ферзь · c7 чорна тура · g7 чорний слон · h7 чорний слон · d5 біла тура · e5 чорний кінь · a4 білий слон · c4 чорний пішак · h4 білий король · d3 білий пішак · e3 чорний пішак · a2 білий кінь · c2 білий пішак · e2 білий пішак · b1 білий кінь · d1 чорний король · e1 чорна тура | 5 |
| 4 | e8 чорний ферзь · c7 чорна тура · g7 чорний слон · h7 чорний слон · d5 біла тура · e5 чорний кінь · a4 білий слон · c4 чорний пішак · h4 білий король · d3 білий пішак · e3 чорний пішак · a2 білий кінь · c2 білий пішак · e2 білий пішак · b1 білий кінь · d1 чорний король · e1 чорна тура | e8 чорний ферзь · c7 чорна тура · g7 чорний слон · h7 чорний слон · d5 біла тура · e5 чорний кінь · a4 білий слон · c4 чорний пішак · h4 білий король · d3 білий пішак · e3 чорний пішак · a2 білий кінь · c2 білий пішак · e2 білий пішак · b1 білий кінь · d1 чорний король · e1 чорна тура | e8 чорний ферзь · c7 чорна тура · g7 чорний слон · h7 чорний слон · d5 біла тура · e5 чорний кінь · a4 білий слон · c4 чорний пішак · h4 білий король · d3 білий пішак · e3 чорний пішак · a2 білий кінь · c2 білий пішак · e2 білий пішак · b1 білий кінь · d1 чорний король · e1 чорна тура | e8 чорний ферзь · c7 чорна тура · g7 чорний слон · h7 чорний слон · d5 біла тура · e5 чорний кінь · a4 білий слон · c4 чорний пішак · h4 білий король · d3 білий пішак · e3 чорний пішак · a2 білий кінь · c2 білий пішак · e2 білий пішак · b1 білий кінь · d1 чорний король · e1 чорна тура | e8 чорний ферзь · c7 чорна тура · g7 чорний слон · h7 чорний слон · d5 біла тура · e5 чорний кінь · a4 білий слон · c4 чорний пішак · h4 білий король · d3 білий пішак · e3 чорний пішак · a2 білий кінь · c2 білий пішак · e2 білий пішак · b1 білий кінь · d1 чорний король · e1 чорна тура | e8 чорний ферзь · c7 чорна тура · g7 чорний слон · h7 чорний слон · d5 біла тура · e5 чорний кінь · a4 білий слон · c4 чорний пішак · h4 білий король · d3 білий пішак · e3 чорний пішак · a2 білий кінь · c2 білий пішак · e2 білий пішак · b1 білий кінь · d1 чорний король · e1 чорна тура | e8 чорний ферзь · c7 чорна тура · g7 чорний слон · h7 чорний слон · d5 біла тура · e5 чорний кінь · a4 білий слон · c4 чорний пішак · h4 білий король · d3 білий пішак · e3 чорний пішак · a2 білий кінь · c2 білий пішак · e2 білий пішак · b1 білий кінь · d1 чорний король · e1 чорна тура | e8 чорний ферзь · c7 чорна тура · g7 чорний слон · h7 чорний слон · d5 біла тура · e5 чорний кінь · a4 білий слон · c4 чорний пішак · h4 білий король · d3 білий пішак · e3 чорний пішак · a2 білий кінь · c2 білий пішак · e2 білий пішак · b1 білий кінь · d1 чорний король · e1 чорна тура | 4 |
| 3 | e8 чорний ферзь · c7 чорна тура · g7 чорний слон · h7 чорний слон · d5 біла тура · e5 чорний кінь · a4 білий слон · c4 чорний пішак · h4 білий король · d3 білий пішак · e3 чорний пішак · a2 білий кінь · c2 білий пішак · e2 білий пішак · b1 білий кінь · d1 чорний король · e1 чорна тура | e8 чорний ферзь · c7 чорна тура · g7 чорний слон · h7 чорний слон · d5 біла тура · e5 чорний кінь · a4 білий слон · c4 чорний пішак · h4 білий король · d3 білий пішак · e3 чорний пішак · a2 білий кінь · c2 білий пішак · e2 білий пішак · b1 білий кінь · d1 чорний король · e1 чорна тура | e8 чорний ферзь · c7 чорна тура · g7 чорний слон · h7 чорний слон · d5 біла тура · e5 чорний кінь · a4 білий слон · c4 чорний пішак · h4 білий король · d3 білий пішак · e3 чорний пішак · a2 білий кінь · c2 білий пішак · e2 білий пішак · b1 білий кінь · d1 чорний король · e1 чорна тура | e8 чорний ферзь · c7 чорна тура · g7 чорний слон · h7 чорний слон · d5 біла тура · e5 чорний кінь · a4 білий слон · c4 чорний пішак · h4 білий король · d3 білий пішак · e3 чорний пішак · a2 білий кінь · c2 білий пішак · e2 білий пішак · b1 білий кінь · d1 чорний король · e1 чорна тура | e8 чорний ферзь · c7 чорна тура · g7 чорний слон · h7 чорний слон · d5 біла тура · e5 чорний кінь · a4 білий слон · c4 чорний пішак · h4 білий король · d3 білий пішак · e3 чорний пішак · a2 білий кінь · c2 білий пішак · e2 білий пішак · b1 білий кінь · d1 чорний король · e1 чорна тура | e8 чорний ферзь · c7 чорна тура · g7 чорний слон · h7 чорний слон · d5 біла тура · e5 чорний кінь · a4 білий слон · c4 чорний пішак · h4 білий король · d3 білий пішак · e3 чорний пішак · a2 білий кінь · c2 білий пішак · e2 білий пішак · b1 білий кінь · d1 чорний король · e1 чорна тура | e8 чорний ферзь · c7 чорна тура · g7 чорний слон · h7 чорний слон · d5 біла тура · e5 чорний кінь · a4 білий слон · c4 чорний пішак · h4 білий король · d3 білий пішак · e3 чорний пішак · a2 білий кінь · c2 білий пішак · e2 білий пішак · b1 білий кінь · d1 чорний король · e1 чорна тура | e8 чорний ферзь · c7 чорна тура · g7 чорний слон · h7 чорний слон · d5 біла тура · e5 чорний кінь · a4 білий слон · c4 чорний пішак · h4 білий король · d3 білий пішак · e3 чорний пішак · a2 білий кінь · c2 білий пішак · e2 білий пішак · b1 білий кінь · d1 чорний король · e1 чорна тура | 3 |
| 2 | e8 чорний ферзь · c7 чорна тура · g7 чорний слон · h7 чорний слон · d5 біла тура · e5 чорний кінь · a4 білий слон · c4 чорний пішак · h4 білий король · d3 білий пішак · e3 чорний пішак · a2 білий кінь · c2 білий пішак · e2 білий пішак · b1 білий кінь · d1 чорний король · e1 чорна тура | e8 чорний ферзь · c7 чорна тура · g7 чорний слон · h7 чорний слон · d5 біла тура · e5 чорний кінь · a4 білий слон · c4 чорний пішак · h4 білий король · d3 білий пішак · e3 чорний пішак · a2 білий кінь · c2 білий пішак · e2 білий пішак · b1 білий кінь · d1 чорний король · e1 чорна тура | e8 чорний ферзь · c7 чорна тура · g7 чорний слон · h7 чорний слон · d5 біла тура · e5 чорний кінь · a4 білий слон · c4 чорний пішак · h4 білий король · d3 білий пішак · e3 чорний пішак · a2 білий кінь · c2 білий пішак · e2 білий пішак · b1 білий кінь · d1 чорний король · e1 чорна тура | e8 чорний ферзь · c7 чорна тура · g7 чорний слон · h7 чорний слон · d5 біла тура · e5 чорний кінь · a4 білий слон · c4 чорний пішак · h4 білий король · d3 білий пішак · e3 чорний пішак · a2 білий кінь · c2 білий пішак · e2 білий пішак · b1 білий кінь · d1 чорний король · e1 чорна тура | e8 чорний ферзь · c7 чорна тура · g7 чорний слон · h7 чорний слон · d5 біла тура · e5 чорний кінь · a4 білий слон · c4 чорний пішак · h4 білий король · d3 білий пішак · e3 чорний пішак · a2 білий кінь · c2 білий пішак · e2 білий пішак · b1 білий кінь · d1 чорний король · e1 чорна тура | e8 чорний ферзь · c7 чорна тура · g7 чорний слон · h7 чорний слон · d5 біла тура · e5 чорний кінь · a4 білий слон · c4 чорний пішак · h4 білий король · d3 білий пішак · e3 чорний пішак · a2 білий кінь · c2 білий пішак · e2 білий пішак · b1 білий кінь · d1 чорний король · e1 чорна тура | e8 чорний ферзь · c7 чорна тура · g7 чорний слон · h7 чорний слон · d5 біла тура · e5 чорний кінь · a4 білий слон · c4 чорний пішак · h4 білий король · d3 білий пішак · e3 чорний пішак · a2 білий кінь · c2 білий пішак · e2 білий пішак · b1 білий кінь · d1 чорний король · e1 чорна тура | e8 чорний ферзь · c7 чорна тура · g7 чорний слон · h7 чорний слон · d5 біла тура · e5 чорний кінь · a4 білий слон · c4 чорний пішак · h4 білий король · d3 білий пішак · e3 чорний пішак · a2 білий кінь · c2 білий пішак · e2 білий пішак · b1 білий кінь · d1 чорний король · e1 чорна тура | 2 |
| 1 | e8 чорний ферзь · c7 чорна тура · g7 чорний слон · h7 чорний слон · d5 біла тура · e5 чорний кінь · a4 білий слон · c4 чорний пішак · h4 білий король · d3 білий пішак · e3 чорний пішак · a2 білий кінь · c2 білий пішак · e2 білий пішак · b1 білий кінь · d1 чорний король · e1 чорна тура | e8 чорний ферзь · c7 чорна тура · g7 чорний слон · h7 чорний слон · d5 біла тура · e5 чорний кінь · a4 білий слон · c4 чорний пішак · h4 білий король · d3 білий пішак · e3 чорний пішак · a2 білий кінь · c2 білий пішак · e2 білий пішак · b1 білий кінь · d1 чорний король · e1 чорна тура | e8 чорний ферзь · c7 чорна тура · g7 чорний слон · h7 чорний слон · d5 біла тура · e5 чорний кінь · a4 білий слон · c4 чорний пішак · h4 білий король · d3 білий пішак · e3 чорний пішак · a2 білий кінь · c2 білий пішак · e2 білий пішак · b1 білий кінь · d1 чорний король · e1 чорна тура | e8 чорний ферзь · c7 чорна тура · g7 чорний слон · h7 чорний слон · d5 біла тура · e5 чорний кінь · a4 білий слон · c4 чорний пішак · h4 білий король · d3 білий пішак · e3 чорний пішак · a2 білий кінь · c2 білий пішак · e2 білий пішак · b1 білий кінь · d1 чорний король · e1 чорна тура | e8 чорний ферзь · c7 чорна тура · g7 чорний слон · h7 чорний слон · d5 біла тура · e5 чорний кінь · a4 білий слон · c4 чорний пішак · h4 білий король · d3 білий пішак · e3 чорний пішак · a2 білий кінь · c2 білий пішак · e2 білий пішак · b1 білий кінь · d1 чорний король · e1 чорна тура | e8 чорний ферзь · c7 чорна тура · g7 чорний слон · h7 чорний слон · d5 біла тура · e5 чорний кінь · a4 білий слон · c4 чорний пішак · h4 білий король · d3 білий пішак · e3 чорний пішак · a2 білий кінь · c2 білий пішак · e2 білий пішак · b1 білий кінь · d1 чорний король · e1 чорна тура | e8 чорний ферзь · c7 чорна тура · g7 чорний слон · h7 чорний слон · d5 біла тура · e5 чорний кінь · a4 білий слон · c4 чорний пішак · h4 білий король · d3 білий пішак · e3 чорний пішак · a2 білий кінь · c2 білий пішак · e2 білий пішак · b1 білий кінь · d1 чорний король · e1 чорна тура | e8 чорний ферзь · c7 чорна тура · g7 чорний слон · h7 чорний слон · d5 біла тура · e5 чорний кінь · a4 білий слон · c4 чорний пішак · h4 білий король · d3 білий пішак · e3 чорний пішак · a2 білий кінь · c2 білий пішак · e2 білий пішак · b1 білий кінь · d1 чорний король · e1 чорна тура | 1 |
|   | a | b | c | d | e | f | g | h |   |

FEN: 4q3/2r3bb/8/3Rn3/B1p4K/3Pp3/N1P1P3/1N1kr3
3 Sol

I   1.cd3   Rc5  2.d2  Sbc3#

II  1.Sxd3 Re5 2.Sc1 Sac3#

III 1.Bxd3 Rb5 2.Bxe2  c3#
Балтійську тему виражено у трьох фазах. Усі вступні ходи чорних фігур спрямовані на поле «d3», а білі оголошують у всіх трьох фазах мати трьома різними фігурами з поля «с3».

## Таскове вираження теми
Вираження теми в максимальній кількості фаз — це вираження  у формі таску.
|   | a | b | c | d | e | f | g | h |   |
| 8 | d8 білий король · e8 білий слон · h8 чорна тура · b7 білий кінь · c7 чорний пішак · g7 чорний пішак · b6 чорний слон · e6 чорний король · f6 чорний пішак · d5 чорний кінь · e5 чорний пішак · b4 білий кінь · c4 чорний кінь · h4 білий пішак · b3 білий пішак · c3 білий пішак · e3 чорна тура · f3 білий пішак · a2 чорний слон · d2 білий пішак · e2 білий пішак · f1 чорний ферзь | d8 білий король · e8 білий слон · h8 чорна тура · b7 білий кінь · c7 чорний пішак · g7 чорний пішак · b6 чорний слон · e6 чорний король · f6 чорний пішак · d5 чорний кінь · e5 чорний пішак · b4 білий кінь · c4 чорний кінь · h4 білий пішак · b3 білий пішак · c3 білий пішак · e3 чорна тура · f3 білий пішак · a2 чорний слон · d2 білий пішак · e2 білий пішак · f1 чорний ферзь | d8 білий король · e8 білий слон · h8 чорна тура · b7 білий кінь · c7 чорний пішак · g7 чорний пішак · b6 чорний слон · e6 чорний король · f6 чорний пішак · d5 чорний кінь · e5 чорний пішак · b4 білий кінь · c4 чорний кінь · h4 білий пішак · b3 білий пішак · c3 білий пішак · e3 чорна тура · f3 білий пішак · a2 чорний слон · d2 білий пішак · e2 білий пішак · f1 чорний ферзь | d8 білий король · e8 білий слон · h8 чорна тура · b7 білий кінь · c7 чорний пішак · g7 чорний пішак · b6 чорний слон · e6 чорний король · f6 чорний пішак · d5 чорний кінь · e5 чорний пішак · b4 білий кінь · c4 чорний кінь · h4 білий пішак · b3 білий пішак · c3 білий пішак · e3 чорна тура · f3 білий пішак · a2 чорний слон · d2 білий пішак · e2 білий пішак · f1 чорний ферзь | d8 білий король · e8 білий слон · h8 чорна тура · b7 білий кінь · c7 чорний пішак · g7 чорний пішак · b6 чорний слон · e6 чорний король · f6 чорний пішак · d5 чорний кінь · e5 чорний пішак · b4 білий кінь · c4 чорний кінь · h4 білий пішак · b3 білий пішак · c3 білий пішак · e3 чорна тура · f3 білий пішак · a2 чорний слон · d2 білий пішак · e2 білий пішак · f1 чорний ферзь | d8 білий король · e8 білий слон · h8 чорна тура · b7 білий кінь · c7 чорний пішак · g7 чорний пішак · b6 чорний слон · e6 чорний король · f6 чорний пішак · d5 чорний кінь · e5 чорний пішак · b4 білий кінь · c4 чорний кінь · h4 білий пішак · b3 білий пішак · c3 білий пішак · e3 чорна тура · f3 білий пішак · a2 чорний слон · d2 білий пішак · e2 білий пішак · f1 чорний ферзь | d8 білий король · e8 білий слон · h8 чорна тура · b7 білий кінь · c7 чорний пішак · g7 чорний пішак · b6 чорний слон · e6 чорний король · f6 чорний пішак · d5 чорний кінь · e5 чорний пішак · b4 білий кінь · c4 чорний кінь · h4 білий пішак · b3 білий пішак · c3 білий пішак · e3 чорна тура · f3 білий пішак · a2 чорний слон · d2 білий пішак · e2 білий пішак · f1 чорний ферзь | d8 білий король · e8 білий слон · h8 чорна тура · b7 білий кінь · c7 чорний пішак · g7 чорний пішак · b6 чорний слон · e6 чорний король · f6 чорний пішак · d5 чорний кінь · e5 чорний пішак · b4 білий кінь · c4 чорний кінь · h4 білий пішак · b3 білий пішак · c3 білий пішак · e3 чорна тура · f3 білий пішак · a2 чорний слон · d2 білий пішак · e2 білий пішак · f1 чорний ферзь | 8 |
| 7 | d8 білий король · e8 білий слон · h8 чорна тура · b7 білий кінь · c7 чорний пішак · g7 чорний пішак · b6 чорний слон · e6 чорний король · f6 чорний пішак · d5 чорний кінь · e5 чорний пішак · b4 білий кінь · c4 чорний кінь · h4 білий пішак · b3 білий пішак · c3 білий пішак · e3 чорна тура · f3 білий пішак · a2 чорний слон · d2 білий пішак · e2 білий пішак · f1 чорний ферзь | d8 білий король · e8 білий слон · h8 чорна тура · b7 білий кінь · c7 чорний пішак · g7 чорний пішак · b6 чорний слон · e6 чорний король · f6 чорний пішак · d5 чорний кінь · e5 чорний пішак · b4 білий кінь · c4 чорний кінь · h4 білий пішак · b3 білий пішак · c3 білий пішак · e3 чорна тура · f3 білий пішак · a2 чорний слон · d2 білий пішак · e2 білий пішак · f1 чорний ферзь | d8 білий король · e8 білий слон · h8 чорна тура · b7 білий кінь · c7 чорний пішак · g7 чорний пішак · b6 чорний слон · e6 чорний король · f6 чорний пішак · d5 чорний кінь · e5 чорний пішак · b4 білий кінь · c4 чорний кінь · h4 білий пішак · b3 білий пішак · c3 білий пішак · e3 чорна тура · f3 білий пішак · a2 чорний слон · d2 білий пішак · e2 білий пішак · f1 чорний ферзь | d8 білий король · e8 білий слон · h8 чорна тура · b7 білий кінь · c7 чорний пішак · g7 чорний пішак · b6 чорний слон · e6 чорний король · f6 чорний пішак · d5 чорний кінь · e5 чорний пішак · b4 білий кінь · c4 чорний кінь · h4 білий пішак · b3 білий пішак · c3 білий пішак · e3 чорна тура · f3 білий пішак · a2 чорний слон · d2 білий пішак · e2 білий пішак · f1 чорний ферзь | d8 білий король · e8 білий слон · h8 чорна тура · b7 білий кінь · c7 чорний пішак · g7 чорний пішак · b6 чорний слон · e6 чорний король · f6 чорний пішак · d5 чорний кінь · e5 чорний пішак · b4 білий кінь · c4 чорний кінь · h4 білий пішак · b3 білий пішак · c3 білий пішак · e3 чорна тура · f3 білий пішак · a2 чорний слон · d2 білий пішак · e2 білий пішак · f1 чорний ферзь | d8 білий король · e8 білий слон · h8 чорна тура · b7 білий кінь · c7 чорний пішак · g7 чорний пішак · b6 чорний слон · e6 чорний король · f6 чорний пішак · d5 чорний кінь · e5 чорний пішак · b4 білий кінь · c4 чорний кінь · h4 білий пішак · b3 білий пішак · c3 білий пішак · e3 чорна тура · f3 білий пішак · a2 чорний слон · d2 білий пішак · e2 білий пішак · f1 чорний ферзь | d8 білий король · e8 білий слон · h8 чорна тура · b7 білий кінь · c7 чорний пішак · g7 чорний пішак · b6 чорний слон · e6 чорний король · f6 чорний пішак · d5 чорний кінь · e5 чорний пішак · b4 білий кінь · c4 чорний кінь · h4 білий пішак · b3 білий пішак · c3 білий пішак · e3 чорна тура · f3 білий пішак · a2 чорний слон · d2 білий пішак · e2 білий пішак · f1 чорний ферзь | d8 білий король · e8 білий слон · h8 чорна тура · b7 білий кінь · c7 чорний пішак · g7 чорний пішак · b6 чорний слон · e6 чорний король · f6 чорний пішак · d5 чорний кінь · e5 чорний пішак · b4 білий кінь · c4 чорний кінь · h4 білий пішак · b3 білий пішак · c3 білий пішак · e3 чорна тура · f3 білий пішак · a2 чорний слон · d2 білий пішак · e2 білий пішак · f1 чорний ферзь | 7 |
| 6 | d8 білий король · e8 білий слон · h8 чорна тура · b7 білий кінь · c7 чорний пішак · g7 чорний пішак · b6 чорний слон · e6 чорний король · f6 чорний пішак · d5 чорний кінь · e5 чорний пішак · b4 білий кінь · c4 чорний кінь · h4 білий пішак · b3 білий пішак · c3 білий пішак · e3 чорна тура · f3 білий пішак · a2 чорний слон · d2 білий пішак · e2 білий пішак · f1 чорний ферзь | d8 білий король · e8 білий слон · h8 чорна тура · b7 білий кінь · c7 чорний пішак · g7 чорний пішак · b6 чорний слон · e6 чорний король · f6 чорний пішак · d5 чорний кінь · e5 чорний пішак · b4 білий кінь · c4 чорний кінь · h4 білий пішак · b3 білий пішак · c3 білий пішак · e3 чорна тура · f3 білий пішак · a2 чорний слон · d2 білий пішак · e2 білий пішак · f1 чорний ферзь | d8 білий король · e8 білий слон · h8 чорна тура · b7 білий кінь · c7 чорний пішак · g7 чорний пішак · b6 чорний слон · e6 чорний король · f6 чорний пішак · d5 чорний кінь · e5 чорний пішак · b4 білий кінь · c4 чорний кінь · h4 білий пішак · b3 білий пішак · c3 білий пішак · e3 чорна тура · f3 білий пішак · a2 чорний слон · d2 білий пішак · e2 білий пішак · f1 чорний ферзь | d8 білий король · e8 білий слон · h8 чорна тура · b7 білий кінь · c7 чорний пішак · g7 чорний пішак · b6 чорний слон · e6 чорний король · f6 чорний пішак · d5 чорний кінь · e5 чорний пішак · b4 білий кінь · c4 чорний кінь · h4 білий пішак · b3 білий пішак · c3 білий пішак · e3 чорна тура · f3 білий пішак · a2 чорний слон · d2 білий пішак · e2 білий пішак · f1 чорний ферзь | d8 білий король · e8 білий слон · h8 чорна тура · b7 білий кінь · c7 чорний пішак · g7 чорний пішак · b6 чорний слон · e6 чорний король · f6 чорний пішак · d5 чорний кінь · e5 чорний пішак · b4 білий кінь · c4 чорний кінь · h4 білий пішак · b3 білий пішак · c3 білий пішак · e3 чорна тура · f3 білий пішак · a2 чорний слон · d2 білий пішак · e2 білий пішак · f1 чорний ферзь | d8 білий король · e8 білий слон · h8 чорна тура · b7 білий кінь · c7 чорний пішак · g7 чорний пішак · b6 чорний слон · e6 чорний король · f6 чорний пішак · d5 чорний кінь · e5 чорний пішак · b4 білий кінь · c4 чорний кінь · h4 білий пішак · b3 білий пішак · c3 білий пішак · e3 чорна тура · f3 білий пішак · a2 чорний слон · d2 білий пішак · e2 білий пішак · f1 чорний ферзь | d8 білий король · e8 білий слон · h8 чорна тура · b7 білий кінь · c7 чорний пішак · g7 чорний пішак · b6 чорний слон · e6 чорний король · f6 чорний пішак · d5 чорний кінь · e5 чорний пішак · b4 білий кінь · c4 чорний кінь · h4 білий пішак · b3 білий пішак · c3 білий пішак · e3 чорна тура · f3 білий пішак · a2 чорний слон · d2 білий пішак · e2 білий пішак · f1 чорний ферзь | d8 білий король · e8 білий слон · h8 чорна тура · b7 білий кінь · c7 чорний пішак · g7 чорний пішак · b6 чорний слон · e6 чорний король · f6 чорний пішак · d5 чорний кінь · e5 чорний пішак · b4 білий кінь · c4 чорний кінь · h4 білий пішак · b3 білий пішак · c3 білий пішак · e3 чорна тура · f3 білий пішак · a2 чорний слон · d2 білий пішак · e2 білий пішак · f1 чорний ферзь | 6 |
| 5 | d8 білий король · e8 білий слон · h8 чорна тура · b7 білий кінь · c7 чорний пішак · g7 чорний пішак · b6 чорний слон · e6 чорний король · f6 чорний пішак · d5 чорний кінь · e5 чорний пішак · b4 білий кінь · c4 чорний кінь · h4 білий пішак · b3 білий пішак · c3 білий пішак · e3 чорна тура · f3 білий пішак · a2 чорний слон · d2 білий пішак · e2 білий пішак · f1 чорний ферзь | d8 білий король · e8 білий слон · h8 чорна тура · b7 білий кінь · c7 чорний пішак · g7 чорний пішак · b6 чорний слон · e6 чорний король · f6 чорний пішак · d5 чорний кінь · e5 чорний пішак · b4 білий кінь · c4 чорний кінь · h4 білий пішак · b3 білий пішак · c3 білий пішак · e3 чорна тура · f3 білий пішак · a2 чорний слон · d2 білий пішак · e2 білий пішак · f1 чорний ферзь | d8 білий король · e8 білий слон · h8 чорна тура · b7 білий кінь · c7 чорний пішак · g7 чорний пішак · b6 чорний слон · e6 чорний король · f6 чорний пішак · d5 чорний кінь · e5 чорний пішак · b4 білий кінь · c4 чорний кінь · h4 білий пішак · b3 білий пішак · c3 білий пішак · e3 чорна тура · f3 білий пішак · a2 чорний слон · d2 білий пішак · e2 білий пішак · f1 чорний ферзь | d8 білий король · e8 білий слон · h8 чорна тура · b7 білий кінь · c7 чорний пішак · g7 чорний пішак · b6 чорний слон · e6 чорний король · f6 чорний пішак · d5 чорний кінь · e5 чорний пішак · b4 білий кінь · c4 чорний кінь · h4 білий пішак · b3 білий пішак · c3 білий пішак · e3 чорна тура · f3 білий пішак · a2 чорний слон · d2 білий пішак · e2 білий пішак · f1 чорний ферзь | d8 білий король · e8 білий слон · h8 чорна тура · b7 білий кінь · c7 чорний пішак · g7 чорний пішак · b6 чорний слон · e6 чорний король · f6 чорний пішак · d5 чорний кінь · e5 чорний пішак · b4 білий кінь · c4 чорний кінь · h4 білий пішак · b3 білий пішак · c3 білий пішак · e3 чорна тура · f3 білий пішак · a2 чорний слон · d2 білий пішак · e2 білий пішак · f1 чорний ферзь | d8 білий король · e8 білий слон · h8 чорна тура · b7 білий кінь · c7 чорний пішак · g7 чорний пішак · b6 чорний слон · e6 чорний король · f6 чорний пішак · d5 чорний кінь · e5 чорний пішак · b4 білий кінь · c4 чорний кінь · h4 білий пішак · b3 білий пішак · c3 білий пішак · e3 чорна тура · f3 білий пішак · a2 чорний слон · d2 білий пішак · e2 білий пішак · f1 чорний ферзь | d8 білий король · e8 білий слон · h8 чорна тура · b7 білий кінь · c7 чорний пішак · g7 чорний пішак · b6 чорний слон · e6 чорний король · f6 чорний пішак · d5 чорний кінь · e5 чорний пішак · b4 білий кінь · c4 чорний кінь · h4 білий пішак · b3 білий пішак · c3 білий пішак · e3 чорна тура · f3 білий пішак · a2 чорний слон · d2 білий пішак · e2 білий пішак · f1 чорний ферзь | d8 білий король · e8 білий слон · h8 чорна тура · b7 білий кінь · c7 чорний пішак · g7 чорний пішак · b6 чорний слон · e6 чорний король · f6 чорний пішак · d5 чорний кінь · e5 чорний пішак · b4 білий кінь · c4 чорний кінь · h4 білий пішак · b3 білий пішак · c3 білий пішак · e3 чорна тура · f3 білий пішак · a2 чорний слон · d2 білий пішак · e2 білий пішак · f1 чорний ферзь | 5 |
| 4 | d8 білий король · e8 білий слон · h8 чорна тура · b7 білий кінь · c7 чорний пішак · g7 чорний пішак · b6 чорний слон · e6 чорний король · f6 чорний пішак · d5 чорний кінь · e5 чорний пішак · b4 білий кінь · c4 чорний кінь · h4 білий пішак · b3 білий пішак · c3 білий пішак · e3 чорна тура · f3 білий пішак · a2 чорний слон · d2 білий пішак · e2 білий пішак · f1 чорний ферзь | d8 білий король · e8 білий слон · h8 чорна тура · b7 білий кінь · c7 чорний пішак · g7 чорний пішак · b6 чорний слон · e6 чорний король · f6 чорний пішак · d5 чорний кінь · e5 чорний пішак · b4 білий кінь · c4 чорний кінь · h4 білий пішак · b3 білий пішак · c3 білий пішак · e3 чорна тура · f3 білий пішак · a2 чорний слон · d2 білий пішак · e2 білий пішак · f1 чорний ферзь | d8 білий король · e8 білий слон · h8 чорна тура · b7 білий кінь · c7 чорний пішак · g7 чорний пішак · b6 чорний слон · e6 чорний король · f6 чорний пішак · d5 чорний кінь · e5 чорний пішак · b4 білий кінь · c4 чорний кінь · h4 білий пішак · b3 білий пішак · c3 білий пішак · e3 чорна тура · f3 білий пішак · a2 чорний слон · d2 білий пішак · e2 білий пішак · f1 чорний ферзь | d8 білий король · e8 білий слон · h8 чорна тура · b7 білий кінь · c7 чорний пішак · g7 чорний пішак · b6 чорний слон · e6 чорний король · f6 чорний пішак · d5 чорний кінь · e5 чорний пішак · b4 білий кінь · c4 чорний кінь · h4 білий пішак · b3 білий пішак · c3 білий пішак · e3 чорна тура · f3 білий пішак · a2 чорний слон · d2 білий пішак · e2 білий пішак · f1 чорний ферзь | d8 білий король · e8 білий слон · h8 чорна тура · b7 білий кінь · c7 чорний пішак · g7 чорний пішак · b6 чорний слон · e6 чорний король · f6 чорний пішак · d5 чорний кінь · e5 чорний пішак · b4 білий кінь · c4 чорний кінь · h4 білий пішак · b3 білий пішак · c3 білий пішак · e3 чорна тура · f3 білий пішак · a2 чорний слон · d2 білий пішак · e2 білий пішак · f1 чорний ферзь | d8 білий король · e8 білий слон · h8 чорна тура · b7 білий кінь · c7 чорний пішак · g7 чорний пішак · b6 чорний слон · e6 чорний король · f6 чорний пішак · d5 чорний кінь · e5 чорний пішак · b4 білий кінь · c4 чорний кінь · h4 білий пішак · b3 білий пішак · c3 білий пішак · e3 чорна тура · f3 білий пішак · a2 чорний слон · d2 білий пішак · e2 білий пішак · f1 чорний ферзь | d8 білий король · e8 білий слон · h8 чорна тура · b7 білий кінь · c7 чорний пішак · g7 чорний пішак · b6 чорний слон · e6 чорний король · f6 чорний пішак · d5 чорний кінь · e5 чорний пішак · b4 білий кінь · c4 чорний кінь · h4 білий пішак · b3 білий пішак · c3 білий пішак · e3 чорна тура · f3 білий пішак · a2 чорний слон · d2 білий пішак · e2 білий пішак · f1 чорний ферзь | d8 білий король · e8 білий слон · h8 чорна тура · b7 білий кінь · c7 чорний пішак · g7 чорний пішак · b6 чорний слон · e6 чорний король · f6 чорний пішак · d5 чорний кінь · e5 чорний пішак · b4 білий кінь · c4 чорний кінь · h4 білий пішак · b3 білий пішак · c3 білий пішак · e3 чорна тура · f3 білий пішак · a2 чорний слон · d2 білий пішак · e2 білий пішак · f1 чорний ферзь | 4 |
| 3 | d8 білий король · e8 білий слон · h8 чорна тура · b7 білий кінь · c7 чорний пішак · g7 чорний пішак · b6 чорний слон · e6 чорний король · f6 чорний пішак · d5 чорний кінь · e5 чорний пішак · b4 білий кінь · c4 чорний кінь · h4 білий пішак · b3 білий пішак · c3 білий пішак · e3 чорна тура · f3 білий пішак · a2 чорний слон · d2 білий пішак · e2 білий пішак · f1 чорний ферзь | d8 білий король · e8 білий слон · h8 чорна тура · b7 білий кінь · c7 чорний пішак · g7 чорний пішак · b6 чорний слон · e6 чорний король · f6 чорний пішак · d5 чорний кінь · e5 чорний пішак · b4 білий кінь · c4 чорний кінь · h4 білий пішак · b3 білий пішак · c3 білий пішак · e3 чорна тура · f3 білий пішак · a2 чорний слон · d2 білий пішак · e2 білий пішак · f1 чорний ферзь | d8 білий король · e8 білий слон · h8 чорна тура · b7 білий кінь · c7 чорний пішак · g7 чорний пішак · b6 чорний слон · e6 чорний король · f6 чорний пішак · d5 чорний кінь · e5 чорний пішак · b4 білий кінь · c4 чорний кінь · h4 білий пішак · b3 білий пішак · c3 білий пішак · e3 чорна тура · f3 білий пішак · a2 чорний слон · d2 білий пішак · e2 білий пішак · f1 чорний ферзь | d8 білий король · e8 білий слон · h8 чорна тура · b7 білий кінь · c7 чорний пішак · g7 чорний пішак · b6 чорний слон · e6 чорний король · f6 чорний пішак · d5 чорний кінь · e5 чорний пішак · b4 білий кінь · c4 чорний кінь · h4 білий пішак · b3 білий пішак · c3 білий пішак · e3 чорна тура · f3 білий пішак · a2 чорний слон · d2 білий пішак · e2 білий пішак · f1 чорний ферзь | d8 білий король · e8 білий слон · h8 чорна тура · b7 білий кінь · c7 чорний пішак · g7 чорний пішак · b6 чорний слон · e6 чорний король · f6 чорний пішак · d5 чорний кінь · e5 чорний пішак · b4 білий кінь · c4 чорний кінь · h4 білий пішак · b3 білий пішак · c3 білий пішак · e3 чорна тура · f3 білий пішак · a2 чорний слон · d2 білий пішак · e2 білий пішак · f1 чорний ферзь | d8 білий король · e8 білий слон · h8 чорна тура · b7 білий кінь · c7 чорний пішак · g7 чорний пішак · b6 чорний слон · e6 чорний король · f6 чорний пішак · d5 чорний кінь · e5 чорний пішак · b4 білий кінь · c4 чорний кінь · h4 білий пішак · b3 білий пішак · c3 білий пішак · e3 чорна тура · f3 білий пішак · a2 чорний слон · d2 білий пішак · e2 білий пішак · f1 чорний ферзь | d8 білий король · e8 білий слон · h8 чорна тура · b7 білий кінь · c7 чорний пішак · g7 чорний пішак · b6 чорний слон · e6 чорний король · f6 чорний пішак · d5 чорний кінь · e5 чорний пішак · b4 білий кінь · c4 чорний кінь · h4 білий пішак · b3 білий пішак · c3 білий пішак · e3 чорна тура · f3 білий пішак · a2 чорний слон · d2 білий пішак · e2 білий пішак · f1 чорний ферзь | d8 білий король · e8 білий слон · h8 чорна тура · b7 білий кінь · c7 чорний пішак · g7 чорний пішак · b6 чорний слон · e6 чорний король · f6 чорний пішак · d5 чорний кінь · e5 чорний пішак · b4 білий кінь · c4 чорний кінь · h4 білий пішак · b3 білий пішак · c3 білий пішак · e3 чорна тура · f3 білий пішак · a2 чорний слон · d2 білий пішак · e2 білий пішак · f1 чорний ферзь | 3 |
| 2 | d8 білий король · e8 білий слон · h8 чорна тура · b7 білий кінь · c7 чорний пішак · g7 чорний пішак · b6 чорний слон · e6 чорний король · f6 чорний пішак · d5 чорний кінь · e5 чорний пішак · b4 білий кінь · c4 чорний кінь · h4 білий пішак · b3 білий пішак · c3 білий пішак · e3 чорна тура · f3 білий пішак · a2 чорний слон · d2 білий пішак · e2 білий пішак · f1 чорний ферзь | d8 білий король · e8 білий слон · h8 чорна тура · b7 білий кінь · c7 чорний пішак · g7 чорний пішак · b6 чорний слон · e6 чорний король · f6 чорний пішак · d5 чорний кінь · e5 чорний пішак · b4 білий кінь · c4 чорний кінь · h4 білий пішак · b3 білий пішак · c3 білий пішак · e3 чорна тура · f3 білий пішак · a2 чорний слон · d2 білий пішак · e2 білий пішак · f1 чорний ферзь | d8 білий король · e8 білий слон · h8 чорна тура · b7 білий кінь · c7 чорний пішак · g7 чорний пішак · b6 чорний слон · e6 чорний король · f6 чорний пішак · d5 чорний кінь · e5 чорний пішак · b4 білий кінь · c4 чорний кінь · h4 білий пішак · b3 білий пішак · c3 білий пішак · e3 чорна тура · f3 білий пішак · a2 чорний слон · d2 білий пішак · e2 білий пішак · f1 чорний ферзь | d8 білий король · e8 білий слон · h8 чорна тура · b7 білий кінь · c7 чорний пішак · g7 чорний пішак · b6 чорний слон · e6 чорний король · f6 чорний пішак · d5 чорний кінь · e5 чорний пішак · b4 білий кінь · c4 чорний кінь · h4 білий пішак · b3 білий пішак · c3 білий пішак · e3 чорна тура · f3 білий пішак · a2 чорний слон · d2 білий пішак · e2 білий пішак · f1 чорний ферзь | d8 білий король · e8 білий слон · h8 чорна тура · b7 білий кінь · c7 чорний пішак · g7 чорний пішак · b6 чорний слон · e6 чорний король · f6 чорний пішак · d5 чорний кінь · e5 чорний пішак · b4 білий кінь · c4 чорний кінь · h4 білий пішак · b3 білий пішак · c3 білий пішак · e3 чорна тура · f3 білий пішак · a2 чорний слон · d2 білий пішак · e2 білий пішак · f1 чорний ферзь | d8 білий король · e8 білий слон · h8 чорна тура · b7 білий кінь · c7 чорний пішак · g7 чорний пішак · b6 чорний слон · e6 чорний король · f6 чорний пішак · d5 чорний кінь · e5 чорний пішак · b4 білий кінь · c4 чорний кінь · h4 білий пішак · b3 білий пішак · c3 білий пішак · e3 чорна тура · f3 білий пішак · a2 чорний слон · d2 білий пішак · e2 білий пішак · f1 чорний ферзь | d8 білий король · e8 білий слон · h8 чорна тура · b7 білий кінь · c7 чорний пішак · g7 чорний пішак · b6 чорний слон · e6 чорний король · f6 чорний пішак · d5 чорний кінь · e5 чорний пішак · b4 білий кінь · c4 чорний кінь · h4 білий пішак · b3 білий пішак · c3 білий пішак · e3 чорна тура · f3 білий пішак · a2 чорний слон · d2 білий пішак · e2 білий пішак · f1 чорний ферзь | d8 білий король · e8 білий слон · h8 чорна тура · b7 білий кінь · c7 чорний пішак · g7 чорний пішак · b6 чорний слон · e6 чорний король · f6 чорний пішак · d5 чорний кінь · e5 чорний пішак · b4 білий кінь · c4 чорний кінь · h4 білий пішак · b3 білий пішак · c3 білий пішак · e3 чорна тура · f3 білий пішак · a2 чорний слон · d2 білий пішак · e2 білий пішак · f1 чорний ферзь | 2 |
| 1 | d8 білий король · e8 білий слон · h8 чорна тура · b7 білий кінь · c7 чорний пішак · g7 чорний пішак · b6 чорний слон · e6 чорний король · f6 чорний пішак · d5 чорний кінь · e5 чорний пішак · b4 білий кінь · c4 чорний кінь · h4 білий пішак · b3 білий пішак · c3 білий пішак · e3 чорна тура · f3 білий пішак · a2 чорний слон · d2 білий пішак · e2 білий пішак · f1 чорний ферзь | d8 білий король · e8 білий слон · h8 чорна тура · b7 білий кінь · c7 чорний пішак · g7 чорний пішак · b6 чорний слон · e6 чорний король · f6 чорний пішак · d5 чорний кінь · e5 чорний пішак · b4 білий кінь · c4 чорний кінь · h4 білий пішак · b3 білий пішак · c3 білий пішак · e3 чорна тура · f3 білий пішак · a2 чорний слон · d2 білий пішак · e2 білий пішак · f1 чорний ферзь | d8 білий король · e8 білий слон · h8 чорна тура · b7 білий кінь · c7 чорний пішак · g7 чорний пішак · b6 чорний слон · e6 чорний король · f6 чорний пішак · d5 чорний кінь · e5 чорний пішак · b4 білий кінь · c4 чорний кінь · h4 білий пішак · b3 білий пішак · c3 білий пішак · e3 чорна тура · f3 білий пішак · a2 чорний слон · d2 білий пішак · e2 білий пішак · f1 чорний ферзь | d8 білий король · e8 білий слон · h8 чорна тура · b7 білий кінь · c7 чорний пішак · g7 чорний пішак · b6 чорний слон · e6 чорний король · f6 чорний пішак · d5 чорний кінь · e5 чорний пішак · b4 білий кінь · c4 чорний кінь · h4 білий пішак · b3 білий пішак · c3 білий пішак · e3 чорна тура · f3 білий пішак · a2 чорний слон · d2 білий пішак · e2 білий пішак · f1 чорний ферзь | d8 білий король · e8 білий слон · h8 чорна тура · b7 білий кінь · c7 чорний пішак · g7 чорний пішак · b6 чорний слон · e6 чорний король · f6 чорний пішак · d5 чорний кінь · e5 чорний пішак · b4 білий кінь · c4 чорний кінь · h4 білий пішак · b3 білий пішак · c3 білий пішак · e3 чорна тура · f3 білий пішак · a2 чорний слон · d2 білий пішак · e2 білий пішак · f1 чорний ферзь | d8 білий король · e8 білий слон · h8 чорна тура · b7 білий кінь · c7 чорний пішак · g7 чорний пішак · b6 чорний слон · e6 чорний король · f6 чорний пішак · d5 чорний кінь · e5 чорний пішак · b4 білий кінь · c4 чорний кінь · h4 білий пішак · b3 білий пішак · c3 білий пішак · e3 чорна тура · f3 білий пішак · a2 чорний слон · d2 білий пішак · e2 білий пішак · f1 чорний ферзь | d8 білий король · e8 білий слон · h8 чорна тура · b7 білий кінь · c7 чорний пішак · g7 чорний пішак · b6 чорний слон · e6 чорний король · f6 чорний пішак · d5 чорний кінь · e5 чорний пішак · b4 білий кінь · c4 чорний кінь · h4 білий пішак · b3 білий пішак · c3 білий пішак · e3 чорна тура · f3 білий пішак · a2 чорний слон · d2 білий пішак · e2 білий пішак · f1 чорний ферзь | d8 білий король · e8 білий слон · h8 чорна тура · b7 білий кінь · c7 чорний пішак · g7 чорний пішак · b6 чорний слон · e6 чорний король · f6 чорний пішак · d5 чорний кінь · e5 чорний пішак · b4 білий кінь · c4 чорний кінь · h4 білий пішак · b3 білий пішак · c3 білий пішак · e3 чорна тура · f3 білий пішак · a2 чорний слон · d2 білий пішак · e2 білий пішак · f1 чорний ферзь | 1 |
|   | a | b | c | d | e | f | g | h |   |

FEN: 3KB2r/1Np3p1/1b2kp2/3np3/1Nn4P/1PP1rP2/b2PP3/5q2
7 Sol

I    1.f5 Sc5+ 2.Kf6 Sxd5#

II   1.Sd6  c4  2.Sf5  cd5#

III  1.Se7  d4  2.Sf5   d5#

IV  1.Bb1 bc4 2.Bf5 cd5#

V   1.Rxf3 e4  2.Rf5 ed5#

VI  1.Re4 fe4  2.Qf5 ed5#

VII 1.Rh5 Bc6 2.Rf5 Bxd5# (MM)
Балтійську тему виражено в семи фазах, унікальна задача. Ходи чорних фігур спрямовані на поле «f5», а білі оголошують мати різними фігурами з поля «d5».